# Popice

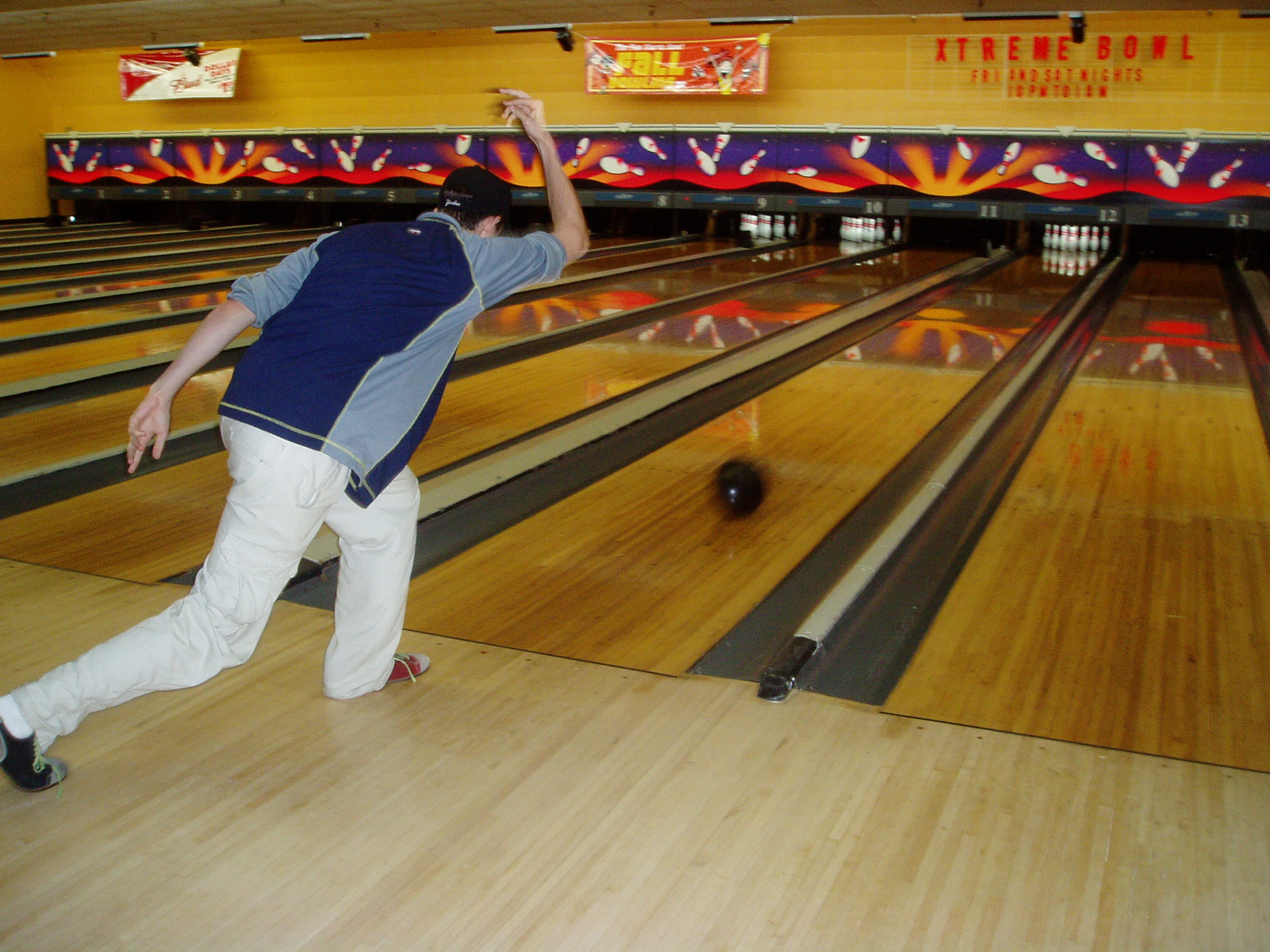
Jucător de popice.

Popice este un sport în care jucătorii încearcă să doboare nouă obiecte  de lemn, așezate în forma de romb, cu unul dintre vârfuri către zona de aruncare. Denumirea jocului provine de la numele obiectelor in care se aruncă (sg. popic, pl. popice).
Jocul constă în aruncarea unei bile pe o pistă pe care aceasta se rostogolește cu scopul de a dărâma cât mai multe dintre popice. Bila este fabricată din poliuretan, plastic și diferite rășini (mai demult din lemn).